# Syrtodes parvula
Syrtodes parvula är en fjärilsart som beskrevs av William Schaus 1912. Syrtodes parvula ingår i släktet Syrtodes och familjen mätare. Inga underarter finns listade i Catalogue of Life.